# الإمام الحسن (مدينة)
مدينة الإمام الحسن هي مدينة إيرانية وهي مركز قسم الإمام الحسن التابع لمقاطعة ديلم التابعة لمحافظة بوشهر، كان عدد سكانها سنة 2006 حوالي 2192 نسمة. وتسمى المدينة باسم شيخ من أحفاد موسى الكاظم (الإمام السابع عند الشيعة)، وهو مدفون في المدينة.